# Annie Rosar
Annie Rosar (née le 17 mai 1888 à Vienne et morte le 5 août 1963 dans la même ville) est une actrice autrichienne.

## Biographie
Annie Rosar est la fille de Michael Rosar, conducteur de tramway, et de son épouse Agnes Mikula. Elle va dans un lycée de filles puis à l'académie de musique et des arts du spectacle de Vienne, puis l'Accademia dei Filodrammatici à Milan.
En 1910, elle fait ses débuts au théâtre humoristique de Josef Jarno à Vienne. En 1911, elle joue à Munich, au Schauspielhaus. En 1917, Annie Rosar apparaît au Deutsches Schauspielhaus de Hambourg en tant que jeune héroïne.
Elle a un engagement au Burgtheater de Vienne de 1918 à 1923 et de 1925 à 1938 au Theater in der Josefstadt. Encouragée par Max Reinhardt, elle change de rôle et devient une actrice populaire. De 1939 à 1942 et de 1947 à 1951, elle joue au Volkstheater de Vienne principalement des rôles comiques. Après la Seconde Guerre mondiale, elle est à la radio, au cinéma et à la télévision.
Au cinéma, elle joue souvent avec Hans Moser lors de comédies.
Annie Rosar épouse en 1907 Max Walser, exportateur suisse, avec qui elle vit longtemps à Milan. Après le divorce, elle épouse Franz Rebicek dont elle se sépare. Son fils unique meurt pendant la Seconde guerre mondiale.

## Filmographie
- 1918 : Der Mord an der Bajadere
- 1928 : Glück bei Frauen
- 1929 : Palace de luxe
- 1929 : Vater Radetzky
- 1930 : Die Tat des Andreas Harmer
- 1931 : Ausflug ins Leben
- 1932 : Lumpenkavaliere
- 1933 : Sonnenstrahl (de)
- 1933 : Abenteuer am Lido
- 1934 : Der junge Baron Neuhaus
- 1934 : Parade de printemps
- 1934 : Nocturno
- 1935 : Bretter, die die Welt bedeuten (de)
- 1935 : Alles für die Firma (de)
- 1935 : Petite Maman
- 1935 : Vedette hongroise
- 1935 : Es flüstert die Liebe
- 1936 : Le Chant du destin
- 1936 : Un baiser aux enchères
- 1936 : Unsterbliche Melodien
- 1936 : Der Weg des Herzens
- 1936 : Le Paradis des dames
- 1936 : Romanze
- 1937 : Der letzte Wiener Fiaker
- 1937 : Peter im Schnee
- 1937 : Millionäre
- 1938 : Adieu valse de Vienne
- 1938 : Ihr Leibhusar
- 1938 : Le Mystère de la treizième chaise (de)
- 1938 : Geld fällt vom Himmel
- 1938 : Der Hampelmann
- 1939 : Das Abenteuer geht weiter
- 1939 : Castelli in aria
- 1939 : Liebe - streng verboten!
- 1939 : Marguerite : 3
- 1939 : Eine kleine Nachtmusik
- 1939 : Une mère
- 1939 : Das Glück wohnt nebenan
- 1940 : Ma fille est millionaire
- 1940 : Toute une vie
- 1940 : Herzensfreud - Herzensleid
- 1941 : Entrez dans la danse
- 1941 : La Ville dorée
- 1942 : Sommerliebe
- 1942 : Aimé des dieux (Wen die Götter lieben) de Karl Hartl
- 1943 : Reisebekanntschaft
- 1943 : Schwarz auf weiß
- 1943 : Gabriele Dambrone
- 1944 : Madame Butterfly
- 1944 : Warum lügst du, Elisabeth?
- 1945 : Leuchtende Schatten
- 1947 : Der Millionär
- 1948 : Der Herr Kanzleirat (de)
- 1948 : Anni
- 1948 : Kleine Melodie aus Wien
- 1948 : The Mozart Story
- 1948 : Après la tourmente (Nach dem Sturm)
- 1949 : Münchnerinnen
- 1949 : Le Troisième Homme
- 1950 : Le Quatrième commandement
- 1950 : Kind der Donau (de)
- 1950 : Auf der Alm, da gibt's koa Sünd
- 1951 : Stadtpark
- 1951 : Vienne d'autrefois
- 1951 : Eva erbt das Paradies
- 1952 : Hallo Dienstmann
- 1952 : Verlorene Melodie
- 1952 : On se tirera d'affaire (de)
- 1952 : Le diable fait le troisième
- 1952 : Ich hab’ mich so an Dich gewöhnt
- 1952 : Der Obersteiger
- 1953 : Masque en bleu
- 1953 : Vergiß die Liebe nicht (de)
- 1953 : Une nuit à Venise (de)
- 1953 : Pünktchen und Anton (de)
- 1953 : Ein tolles Früchtchen (de)
- 1953 : Die Perle von Tokay
- 1953 : Männer im gefährlichen Alter
- 1954 : Eine Frau von heute
- 1954 : Hoheit lassen bitten
- 1955 : Du bist die Richtige (de)
- 1955 : Ja, so ist das mit der Liebe
- 1955 : Der Schmied von St. Bartholomae
- 1955 : Der Pfarrer von Kirchfeld
- 1955 : Eine Frau genügt nicht?
- 1955 : Heimatland
- 1955 : Wenn die Alpenrosen blüh'n
- 1955 : Die Försterbuben (de)
- 1955 : Mozart
- 1955 : La Princesse et le capitaine
- 1955 : Piroschka
- 1955 : Die Herrin vom Sölderhof
- 1956 : Lügen haben hübsche Beine
- 1956 : La Fée du Bodensee
- 1956 : Nina
- 1956 : Solange noch die Rosen blühn
- 1956 : Geliebte Corinna
- 1956 : Der Fremdenführer von Lissabon
- 1957 : Die Prinzessin von St. Wolfgang
- 1957 : Scherben bringen Glück (de)
- 1957 : … und führe uns nicht in Versuchung
- 1957 : Le Chant du bonheur
- 1957 : Die Lindenwirtin vom Donaustrand
- 1958 : Mikosch, der Stolz der Kompanie
- 1958 : Un môme sur les bras
- 1958 : Le ciel n'est pas à vendre
- 1958 : Ein Lied geht um die Welt (Die Joseph-Schmidt-Story)
- 1959 : La Fille de Capri (For the First Time) de Rudolph Maté
- 1959 : Wenn die Glocken hell erklingen (de)
- 1959 : Heimat – Deine Lieder
- 1959 : Ne me laissez jamais seule un dimanche
- 1960 : Die Glocke ruft
- 1960 : Et l'amour pend au gibet
- 1962 : Wenn beide schuldig werden
- 1962 : Drei Liebesbriefe aus Tirol
- 1962 : Romanze in Venedig (de)